# Neotis ludwigii
La avutarda de Namibia (Neotis ludwigii) es una especie de ave otidiforme de la familia Otididae que vive en el sur de África. Su nombre científico hace honor al Barón von Ludwig.

## Descripción
La avutarda de Namibia es una especie de tamaño mediano a grande, pesa de 3 a 7 kg, con una media de 6,3 kg el macho y 3,4 kg la hembra. Las hembras miden entre 76 a 85 cm de largo y los machos de 80 a 95 cm. Se alimenta de insectos grandes (principalmente langostas), flores y semillas.

## Distribución y hábitat
Se encuentra en Angola, Botsuana, Lesoto, Namibia y Sudáfrica. Su hábitat son las praderas semiáridas. A pesar de que vive en zonas semiáridas, parece que se desplaza localmente durante la temporada de lluvias. 
Esta especie poco conocida está en peligro de extinción. Se cree que es la especie de ave en el sur de África con mayor riesgo de morir a causa de colisiones con líneas eléctricas.